# ライン・ドイツ・オペラ
ライン・ドイツ・オペラ・デュッセルドルフ・デュースブルク・有限責任非営利法人（ドイツ語：Die Deutsche Oper am Rhein Düsseldorf Duisburg gGmbH、英語：German Opera on the Rhine）は、 デュッセルドルフ市とデュースブルク市との劇場協会。両市の伝統的な協力関係のもと、オペラ、オペレッタ/ミュージカル、バレエなどを上演している。2つの主要な舞台であるデュッセルドルフ・オペラハウスとデュースブルク劇場 、および2つのオーケストラのデュースブルク・フィルハーモニー管弦楽団とデュッセルドルフ交響楽団を擁するドイツ特有で最大のオペラ団体である。総監督は2012年からクリストフ・マイヤー。音楽総監督は2012年からアクセル・コバー。この団体は水平混合（一階層のみの地方自治体による、例：市町村のみ）の混合公共事業である。 
1955年、近隣の自治体がオペラの設立契約を結んだ。劇場協会は1956年9月28日、1956/1957年シーズンから始まり、初代総監督はヘルマン・ユッフであった。 

## 歴史

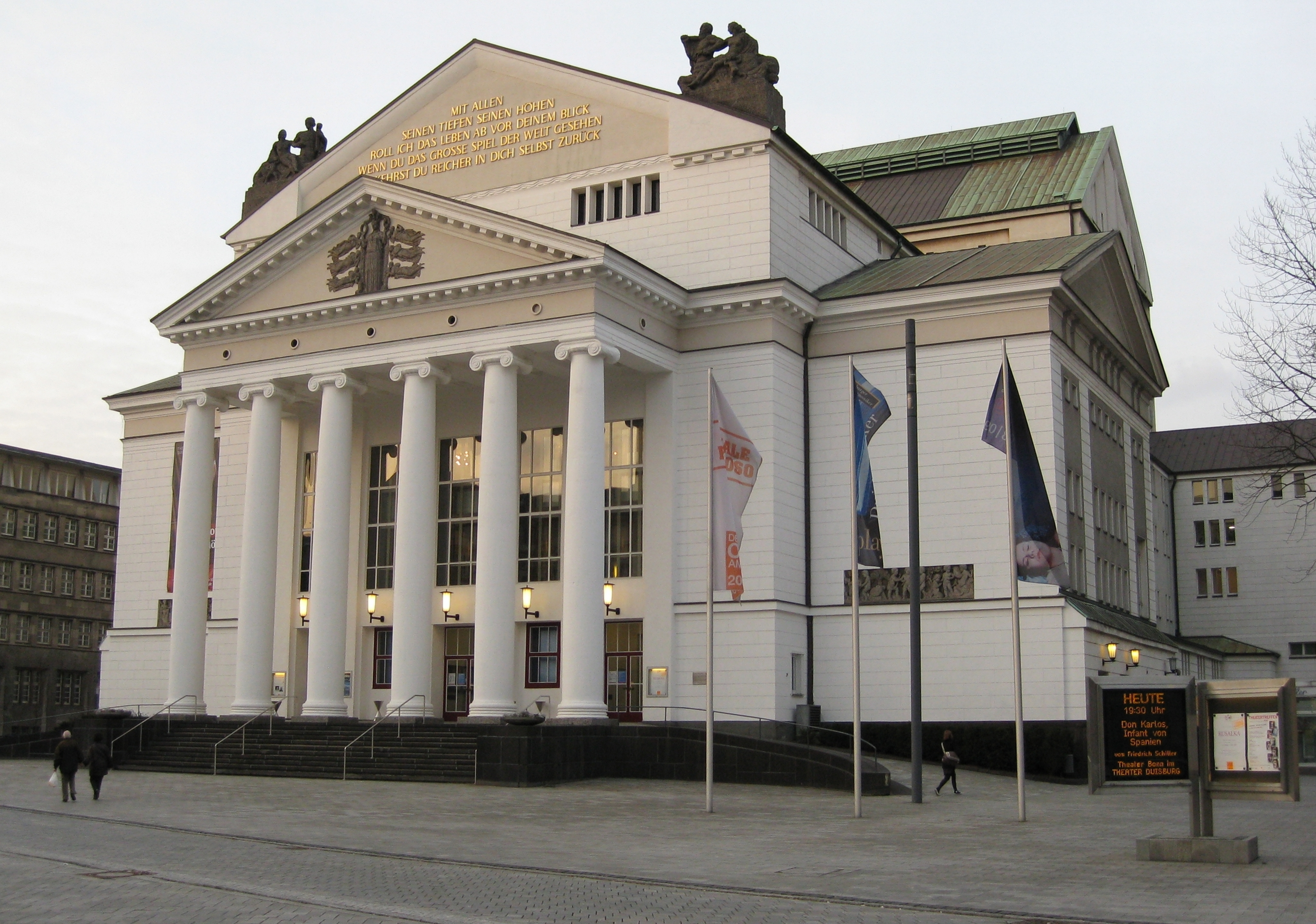
デュースブルク劇場（2009）

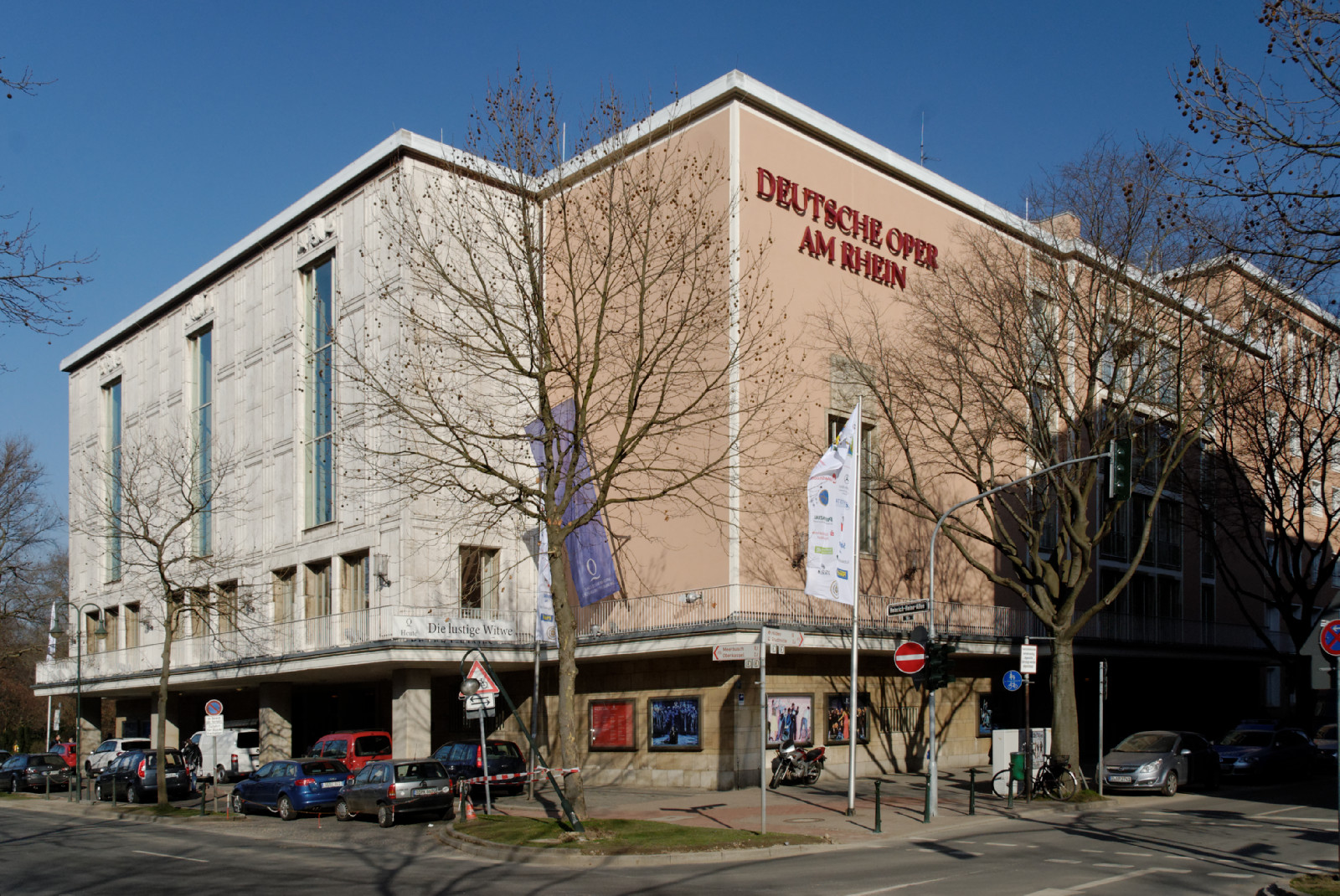
デュッセルドルフ・オペラハウス（2011）

1873年、デュッセルドルフで最初のオペラ劇場である市立劇場の建設が、エルンスト・ギーゼ建設審議官の計画によって開始された。 建物が完成する前の1875年11月28日、演劇機能のみを備えた半完成劇場で上演が開始された。見積もりをはるかに超えた費用と、劇場の運営を維持したい民間企業家からの圧力により、建物を所有していたデュッセルドルフ市がこの決定を下した。 
1887年11月13日には、 カール・マリア・フォン・ウェーバーの『プレツィオーザ』をこけら落としとして、デュースブルク市民の多大な厚意で建設されたデュースブルク音楽ホールが落成した。デュースブルクではデュッセルドルフとの劇場協会を設立することが決定された。 
音楽ホールに加えて、1911年にデュースブルクで新しい劇場の建設が始まり、1912年11月7日に完成した。第一次世界大戦の混乱のため、独自の団体を編成できたのは1919年であった。新しい独自の団体ができたことで、デュースブルクはデュッセルドルフとの契約を打ち切ることを決定した。デュッセルドルフとの劇場協会の枠組みでの最後の公演は1921年6月21日リヒャルト・ワーグナー『ニュルンベルクのマイスタージンガー』であった。1921年9月25日、デュースブルク・オペラが設立された。その後、ボーフム市と劇場協定が結ばれた。ボーフム劇場の公演はデュースブルクでも開催されるようになり、同時にボーフムでデュースブルク・オペラの公演も行われた。サラディン・シュミットが両劇場の総監督となった。1934/1935シーズンの終わりに、ボーフムとの劇場協定は終了した。 サラディン・シュミットの後継者は、オペラ制作者のルドルフ・シェールであった。 
デュースブルクとの最初の劇場協会が解散した後、デュッセルドルフ市が演劇事業を引き継ぎ、デュッセルドルフ市立劇場の建物を「オペラハウス」に改名した。1929年から1933年の間に、ヤッシャ・ホーレンシュタインがこの劇場の音楽監督を務めた。 彼は1927年から1937年まで総監督であったヴァルター・ブルーノ・イルツに採用されたのである。 
1942年、『タンホイザー』の公演直後に、デュースブルク・オペラハウスは空襲によりほぼ完全に破壊された。しかし、公演は引き続き行われた。デュースブルクのメルカトル映画館、ティッセン＝カジノ、 ミュールハイム・アン・デア・ルールおよびラインハウゼンの市庁舎が代替会場として使われた。 
1943年、デュッセルドルフ・オペラハウスも爆弾によって破壊されたが、帝国劇場会議所の指令により急ぎ再建された。1944年5月1日、オペラ『フィデリオ』で再開した。 
1943年9月、国民啓蒙・宣伝大臣であるヨーゼフ・ゲッベルスは、デュースブルク・オペラにプラハへの避難を命じた。プラハでは、1944年中頃までドイツ・オペラハウスとシュテンデ劇場で公演が続けられていた。これはデュースブルク・オペラの終焉であった。 戦争の混乱のため、1944年9月1日にドイツのすべての劇場が閉鎖された。 
1945年10月9日、オペラ『トスカ』でデュッセルドルフの舞台での公演が再開された。現在はオペラハウスが演劇の劇場にもなっている。グスタフ・グリュントゲンスがデュッセルドルフ劇場の全ての運営権を引き継いだ。 
デュッセルドルフ・オペラハウスは、1946年10月2日にノルトライン=ヴェストファーレン州議会の初の議場となった。 イギリスの占領地域で選ばれた州議員が、新しく設立されたノルトライン=ヴェストファーレン州のために、ここから議会活動を始めた。 
1940年代末の再建後、デュースブルク劇場はボーフム劇場の劇団による演劇『エミリア・ガロッティ』で1950年10月1日に再開した。劇場の25周年のために、 アレクサンダー・ゲールはオペラの作曲を委嘱された。 彼はミュンスターの洗礼者に関するジョン・マクグラスの台本で『太陽を見よ(Behold the Sun)』を書いた。最初は自前の編成ではなく、ボーフム、デュッセルドルフ、エッセン、ゲルゼンキルヒェン、ケルン、ライト、ヴッパータールの劇場の音楽作品や演劇を客演として呼んでいた。 1952年に舞台が完成するまで、公演は仮舞台で行われていた。 
1951年にデュッセルドルフ市はヴァルター・ブルーノ・イルツをデュッセルドルフに招聘し、彼を「デュッセルドルフ市立舞台」の総監督に任命した。そして、グスタフ・グリュントゲンスが1951年に「新演劇協会」を設立したことを機に、彼は演劇に専念し、デュッセルドルフ劇場の監督に就任した。1951年4月6日、イルツが市立舞台の総監督として契約を締結した。1956年、イルツは定年になり、さらには彼の公演計画への批判もあって引退した。これにより、デュッセルドルフの音楽劇場とバレエ部門の全般的な再編成が可能になり、同年にヘルマン・ユッフのもとでこれらの分野におけるデュッセルドルフとデュースブルクの2都市間の協定が結ばれた。 
パウル・ボーナッツによる2年間の再建の取り組みの後、デュッセルドルフ・オペラハウスは『フィデリオ』公演で1956年4月22日に再オープンした。 
劇場協会の設立後、デュッセルドルフのライン・ドイツ・オペラの最初のシーズンは、1956年9月29日にオペラ『エレクトラ』で始まった。一緒に9月30日にデュースブルクで『ファルスタッフ』が始まった。 1964/1965シーズンから、グリシャ・バーフスが総監督に就き、20年以上その座にあった。1986年に3人目の総監督としてクルト・ホレスが就任した。トビアス・リヒターは、1996/1997シーズンに4番目の総監督になった。そのシーズンの初めに、 デュッセルドルフ＝オーバーカッセルのオペラ協会は、8歳から16歳までの若い才能を育てるためのバレエ学校を開いた。2つの会場で確立されているバレエアンサンブルに触れられることは有利だとみなされた。 
2000年から2005年まで、ドイツ人写真家ウド・レメスはデュッセルドルフのドイツ・オペラの舞台裏を撮影するために招待された。 
ライン・ドイツ・オペラの劇場稽古場は2014年現在デュースブルクのヴァンハイム地区にある。1999/2000シーズン以来、アメリカ人のジョン・フィオーレが劇場協会の首席指揮者を務めた。1シーズン後、彼はその劇場を使用しているデュッセルドルフ交響楽団の音楽総監督（GMD）のポストにも就任した。 北隣のデュイスブルクフィルハーモニー管弦楽団は2012/2013シーズンからオペラオーケストラを担当し、デンマーク人のジョルダーノ・ベリンカンピをGMDとして演奏している。 
2006年、デュッセルドルフ・オペラハウスで抜本的な改修工事が始まった。デュッセルドルフテレビ塔の可動式の仮設会場（ ローマ＝ラインオペラモービル）で劇場運営は継続された。改装されたオペラハウスはもともと2007年4月7日に『椿姫』でお目見えするはずであった。しかし、デュッセルドルフ市は数百万ユーロもの追加請求のために工事契約を破棄し、別の建設会社に工事の継続を委託した。2007年8月18日には、ハインリッヒ・ハイネ通りに面する本拠地に戻り『椿姫』による再オープンが行われた。改修の費用は約3000万ユーロであった。座席のリフォームなど、当初は計画されていなかった内装の改修工事もあった。 
ライン・ドイツ・オペラは2006/2007シーズンで50周年（「金婚式」）を迎えた。 
デュースブルク市では、予算の逼迫のため、デュッセルドルフ・オペラハウスとの協定を打ち切り、客演公演のみをデュースブルク劇場で開催できるようにする緊縮財政政策案が持ち上がり、物議を醸した。2012年6月25日、デュイスブルク市議会は社会民主党と緑の党の賛成多数で、デュイスブルクとデュッセルドルフの協定を維持した。約53,100人が両市によるライン・ドイツ・オペラを存続させる請願書に署名していた。ラインオペラは2014年から約100万ユーロを節約しなければならない。   
2013年5月、観客からの抗議のため、『タンホイザー』の公演が中止された。 リアルに描かれた銃撃シーンを含むいくつかのシーンは、多くの聴衆に心理的および肉体的ストレスを与え、その後の治療にも困難が伴った。演出家のブルクハルト・C.・コミンスキは変更を望まなかった。このワーグナーオペラは新聞（フランクフルター・アルゲマイネ・ツァイトゥング）でも大きく取り上げられ批判された。 
2015年3月24日、ジャーマンウイングス9525便墜落事故により、所属歌手のオレグ・ブリヤクと客演歌手のマリア・ラドナーが亡くなっている。  

### 関連人物

#### 1964年以降の総監督
- グリシャ・バーフス（1964-1986）
- クルト・ホレス（1986-1996）
- トビアス・リヒター（1996-2009）
- クリストフ・マイヤー（2009年以降）[1]

#### 1965年以降の音楽総監督
- ギュンター・ヴィッヒ（1965-1981）
- 若杉弘（1981-1986）
- ハンス・ヴァラット（1986-1996）
- ゾルターン・ペシュコー（1996-1999）
- ジョン・フィオーレ（1999-2009）
- アクセル・コバー（2009年以降）[1]

#### 主要なカペルマイスター
- クリスティアン・ティーレマン(1985-1988)
- マリー・ジャコー（英語版）（2019-2022）

#### バレエ制作者
- エーリヒ・ヴァルター（1964-1983）
- パオロ・ボルトルッツィ（1984-1991）
- ハインツ・スポーリ（1991-1996）
- ヨウリ・ヴァモス（1996〜2009）
- マルティン・シュレップファー（2009-2020）
- デミス・フォルピ（2020年以降）[1]

#### 運営委員
- ヨヘン・グロート（2003-2014）
- アレクサンドラ・スタンプラー＝ブラウン（2014年から）

## 日本との関係
※確認できたもののみ記した。
- 指揮者の若杉弘が1981年 - 1986年の音楽総監督を務める。
- バリトン歌手の木村俊光が1970年から専属歌手、1985年に東洋人として初めての終身雇用の権利を得た。1986年まで所属。
- メゾソプラノ歌手の矢野恵子が1974年から2005年まで、31年間定年になるまで専属歌手契約[10]。
- バス歌手の妻屋秀和が出演経験あり[11]。
- 指揮者の小林資典がコレペティートルとして2000年 - 2008年に所属[12]。
- バレエダンサーの加藤優子が2019年現在バレエ・アム・ライン所属中[13]。
- バレエダンサーの中ノ目知章が2019年現在バレエ・アム・ライン所属中[14]。
- 東京二期会と2011年11月『ドン・ジョヴァンニ』を共同制作[15]。